# Charles Houben (peintre)
Charles Houben, né en 1871 à Verviers et mort en 1931 à Uccle, est un artiste peintre belge, lié au style impressionniste.

## Biographie
Charles Houben a étudié la peinture à Liège[réf. nécessaire], puis l'architecture à Bruxelles. Pour son apprentissage en beaux-arts, il a eu pour maîtres Alfred Bastien en peinture et Jef Lambeaux en sculpture. Beaucoup de peintres fameux de son époque furent ses amis, comme Pros de Wit, Géo Bernier et Jean Gouweloos. Il épousa Jane Kufferath, violoniste et fille de Maurice Kufferath, directeur du théâtre royal de la Monnaie et violoniste lui aussi.  

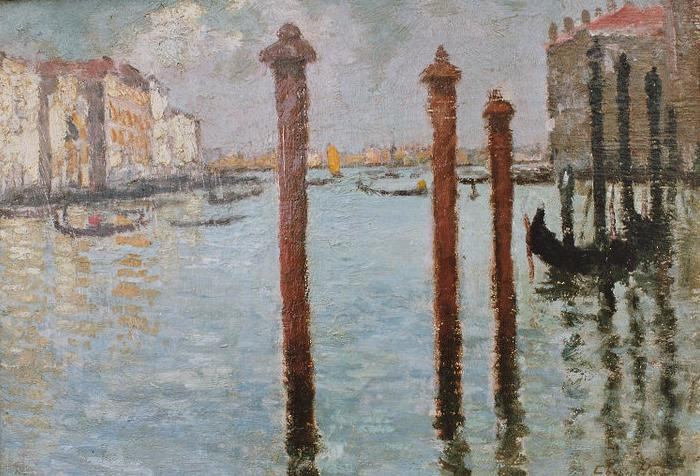
Vue de Venise par Charles Houben, huile sur toile.

À Bruxelles, il se fit construire en 1924 sa maison/atelier par Ribaucourt, au numéro 20 de la rue Alphonse Renard. Elle fait partie maintenant du patrimoine architectural. Il peint les Flandres et le grand nord de l’Europe, la France de l’Oise et de la Seine, l’Italie de Venise, la Tunisie et le Maroc.
Depuis son décès, en 1931, ne s’était plus tenue qu’une seule exposition : la rétrospective de son œuvre, à Bruxelles du 16 au 29 janvier 1932.
En 2012, s'est tenue une exposition avec Pierre Bonnard, Marc Chagall, Maurice Denis, Amedeo Modigliani, Claude Monet et Pablo Picasso à Metz dans le Centre Pompidou-Metz.
Plusieurs de ses œuvres appartiennent aujourd'hui aux Musées royaux des beaux-arts de Belgique et au Musée des beaux-arts de Liège.

## Distinction
- Chevalier de l'ordre de Léopold (14 avril 1920)[4].